# Allston (Boston)
Allston ist ein Stadtteil (Neighborhood) von Boston im Bundesstaat Massachusetts der Vereinigten Staaten. Allston befindet sich im westlichen Teil der Stadt und wurde nach dem US-amerikanischen Maler und Poeten Washington Allston benannt. Das Gebiet des Stadtteils umfasst die Postleitzahl 02134 und wird zum größten Teil gemeinsam mit dem benachbarten Stadtteil Brighton verwaltet, weshalb beide Stadtteile regelmäßig zusammen als Allston-Brighton bezeichnet werden. Das Stadtgebiet Allston-Brighton liegt im Boston-Police-Department-Distrikt D-14, eine Station des Boston Fire Department befindet sich am Union Square.
Die Bauart der Wohnhäuser ist unterschiedlich, besteht aber zum größten Teil aus Backstein-Apartments, insbesondere entlang der Commonwealth Avenue und den angrenzenden Straßen. Gebiete entlang der Brighton Avenue hingegen weisen verbreitet hölzerne, dreistöckige Gebäude auf. Lower Allston besteht fast vollständig aus Einzel- und Mehrfamilienhäusern im Viktorianischen Stil der 1890er bis 1920er Jahre.

## Geografie

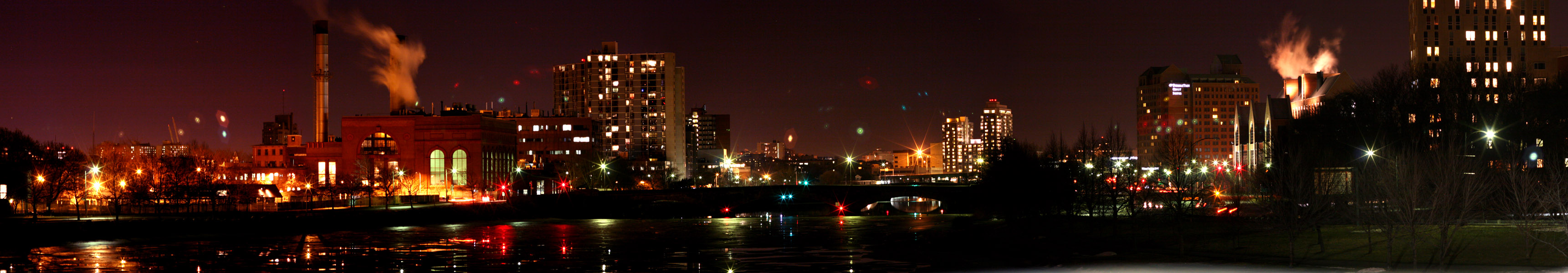
Panorama des Charles River bei Nacht, aufgenommen im Winter von der John W. Weeks Bridge, mit Allston zur Rechten und Cambridge zur Linken

### Ausdehnung des Stadtteils
Der US-amerikanische ZIP-Code 02134 ist aufgrund eines wiederkehrenden Musik-Versatzstücks in der von PBS ausgestrahlten US-Kinderserie ZOOM aus dem Jahr 1972 eng mit Allston verbunden, da die Produktionsfirma der Serie WGBH bis 2007 dort ihren Sitz hatte. Einwohner und Kartenmacher bezeichnen den östlichen Teil der früheren Stadt Brighton als Allston. Die Grenze verläuft entlang der Everett Street, Gordon Street und Kelton Street.
Allston ist fast komplett durch die Stadt Brookline im Süden und Südosten vom restlichen Stadtgebiet von Boston abgeschnitten und wird lediglich durch einen schmalen Bereich an der östlichen Grenze an den Stadtteil Fenway–Kenmore angebunden. Ansonsten wird Allston durch den Charles River im Norden nach Cambridge hin abgegrenzt und wird durch den Massachusetts Turnpike in zwei Teile gespalten.
Die Anbindung mit öffentlichen Verkehrsmitteln geschieht über die Bahnverbindungen Red Line und Green Line sowie über die Buslinien 57, 66, 70, 71 und 86.

### Nachbargemeinden
Direkte Nachbargemeinden sind Brookline, Newton, Watertown und Cambridge.

### Gliederung des Stadtteils
Die Gegend nördlich des Turnpike in der Nähe des Flusses wird häufig als Lower Allston (L.A.) oder auch North Allston bezeichnet. Das Gebiet besteht aus den Straßen nördlich der Cambridge Street und des Turnpike bis hin zum Charles River. Es erstreckt sich westwärts bis zur Everett Street und ostwärts bis zur Windom Street.
Der geschäftigste Bereich des Stadtteils befindet sich direkt südlich des Turnpike und hat sein Zentrum an der Harvard Avenue zwischen Commonwealth Avenue und Cambridge Street, wo sich viele Läden, Bars und Restaurants angesiedelt haben. In jüngeren Werbetexten wird die Gegend hochtrabend als Allston Village beschrieben, obwohl Allston Rock City ein weitaus gebräuchlicherer Name ist, da sich dort einige bekannte Treffpunkte für Musiker wie beispielsweise Harpers Ferry befinden. Das Zentrum des Stadtteils wird manchmal als Allston Shuffle bezeichnet.
Die Abkürzung von Lower Allston ist L.A., eine willkommene Anspielung auf die US-amerikanische Großstadt Los Angeles an der Westküste. Der Club Common Ground in der Nähe der Harvard Avenue und Commonwealth Avenue verkauft T-Shirts und andere Artikel mit dem Aufdruck „This is L.A., not Boston“, was wiederum eine Anspielung auf die Hardcore-Punk-Kompilation This Is Boston, Not L.A. aus dem Jahr 1982 ist.
In Lower Allston leben Arbeiter, Hausbesitzer und Langzeit-Anwohner bunt gemischt. Im Unterschied zum übrigen Allston leben in Lower Allston deutlich weniger Studenten. Das Viertel ist sehr ruhig, hat eine sehr geringe Kriminalitätsrate und liegt in fußläufiger Nähe zu Allston Village und zum Harvard Square. Lower Allston liegt nahe der Massachusetts Route 2 sowie in Reichweite des Mass Pike, des Storrow Drive sowie der Soldiers Field Road.

## Geschichte

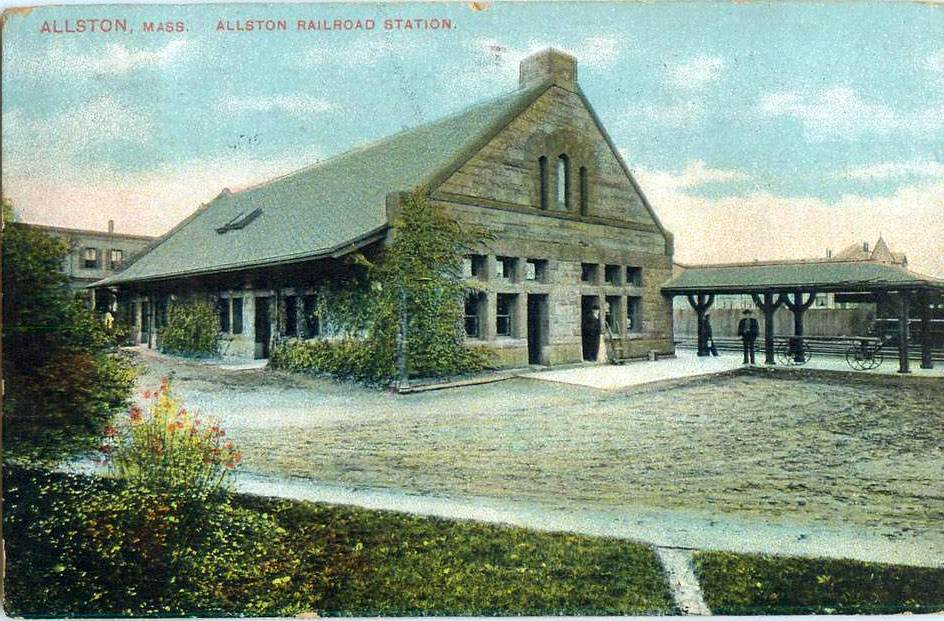
Die Allston Railroad Station, ca. 1909

Allston war ursprünglich der östliche Teil der ehemaligen Stadt Brighton, die nun ebenfalls ein Stadtteil von Boston ist. Im Jahr 1868 erhielt eine neue Bahnstation mit Postamt im Ostteil von Brighton den Namen Allston und wurde damit nach Washington Allston benannt, der als Maler auf der anderen Seite des Charles River in Cambridge gelebt hatte. Tatsächlich kann der Name sogar auf ein ganz bestimmtes Gemälde mit dem Titel Fields West of Boston zurückgeführt werden.
Somit existierte Allston nie als eigenständige Stadt – die Stadt Brighton wurde von Boston im Jahr 1874 annektiert. Henry Wadsworth Longfellow besaß einige Grundstücke in Allston. Die Entwicklung der Gemeinde konzentrierte sich im Zeitablauf rund um Eisenbahn- und Viehzucht-Betriebe. So unterhielt die Boston and Albany Railroad (heute CSX Transportation) ein großes Bahnbetriebswerk, in dessen Umgebung viele Viehhöfe und ein sehr großer Schlachthof angesiedelt waren. In der Mitte des 20. Jahrhunderts wurden diese Betriebe jedoch geschlossen, so dass heute nur noch die Bahnanlagen der CSX übrig sind. Die Gesellschaft plant mit einer Verlagerung der Aktivitäten nach Westen, um die frei werdenden Flächen der Harvard-Universität zur Verfügung zu stellen.
Im frühen 21. Jahrhundert kündigte die Harvard University umfangreiche Expansionspläne an, die unter anderem Neubauten von großen Gebäudekomplexen für universitäre wissenschaftliche Einrichtungen im nördlichen Lower Allston enthielten. Für die Realisierung mussten viele bestehende Gebäude abgerissen und bestehende Unternehmen umgesiedelt werden. Doch nachdem die Gebäude entfernt und die Unternehmen zwangsweise umgesiedelt worden waren, führte die Finanzkrise ab 2007 und der damit einhergehende Rückgang an finanziellen Mitteln der Universität zu einem unmittelbaren Baustopp.

### Religionen
Die größte Gruppe der Religionszugehörigkeiten besteht aus Katholiken (44,96 %), gefolgt von Protestanten (4,77 %), nicht weiter spezifizierten Christen (4,62 %), Juden (3,58 %), Baptisten (2,10 %) und Muslimen (1,97 %).

### Einwohnerentwicklung
Im Jahr 2011 wohnten 22.352 Einwohner in Allston, was einen Zuwachs von 4,99 % im Vergleich zum Jahr 2000 bedeutet. Ein Eigenheim kostet im Durchschnitt 325.000 US-Dollar und damit 0,19 % mehr als im Jahr zuvor. Die Lebenskosten in Allston liegen um 45,10 % höher als im US-amerikanischen Durchschnitt. Die Bevölkerungsdichte betrug 17.759 Einwohner pro Quadratmeile bei einem durchschnittlichen Alter von 29,8 Jahren. 84 % der Einwohner sind als Single-Haushalte registriert.
In Allston leben viele Immigranten, vorwiegend aus Russland, Ostasien, Südasien und Südamerika, dort insbesondere aus Brasilien und Kolumbien.
Bereits in den 1990er Jahren wurde im Rahmen des Census ermittelt, dass 52,6 % der Bevölkerung in Allston im Alter zwischen 20 und 34 war, verglichen mit einem Anteil von 33 % für den Großraum Boston. Dieser Wert wird durch die Vielzahl an Studenten erreicht, die zum größten Teil nur zeitweise in der Stadt leben und mit ihrer Exmatrikulation an einen anderen Ort ziehen, während neue Studenten nachrücken. Dieses Kommen und Gehen erzeugte Spannungen mit den „dauerhaften“ Anwohnern, insbesondere durch typische nächtliche Aktivitäten wie Tanzclubs, Bars mit Live-Musik und Hausparties.

## Kultur und Sehenswürdigkeiten

### Musik
Aufgrund der Vielzahl an jungen Studenten, die in diesem Stadtteil wohnen, war Allston schon immer der Ursprung für neue Musikrichtungen in der Stadt Boston. Allston erfuhr als einer letzten Stadtteile eine Gentrifizierung und beheimatet viele Musiktreffpunkte, die von lokalen Einwohnern betrieben werden, darunter Great Scott und O'Brien's Pub. Im Stadtteil befinden sich auch einige Tonstudios wie beispielsweise die 1999 gegründeten Galaxy Park Studios.
In der Musikszene in Allston gibt es auch eine große Do it yourself-Gemeinschaft. Lokale Musikgruppen und Bands treten jährlich im Rahmen des Allston DIY Fest sowie der Allston-Brighton Parade auf.

### Sport
Am östlichen Rand von Allston liegt das Baseballfeld der Boston University, das früher Braves Field genannt wurde und heute Nickerson Field heißt. Der ursprüngliche Name rührte von den Atlanta Braves, die dort als Team der Major League Baseball von 1915 bis 1952 spielten.
Das Team der Boston Patriots spielte in der American Football League vier Saisons: Von 1960 bis 1962 auf dem Nickerson Field und 1970 im Harvard Stadium. Heute spielen sie als New England Patriots in der National Football League.

### Regelmäßige Veranstaltungen
- Der Allston Squirt Gun Day wird von jungen Einwohnern alljährlich im späten August organisiert, war jedoch zunächst offiziell nicht als Veranstaltung eingetragen oder genehmigt. Die Teilnehmer waren dabei aufgefordert, Kleidung in grüner Farbe zu tragen und sich an der Kreuzung von Harvard Avenue und Brighton Avenue zu versammeln.[8] In der Vergangenheit führte die Veranstaltung jedoch auch zu Verunsicherung bei Einwohnern, die darüber nicht informiert waren, so dass die Veranstaltung nach kurzer Zeit abgebrochen werden musste.[9] 2009 wurde die Veranstaltung schließlich als genehmigte und angekündigte Veranstaltung im nahen Ringer Park fortgesetzt.

### Kulinarische Spezialitäten
In Allston gibt es eine Vielzahl kleinerer Geschäfte und Restaurants. Allein entlang der Brighton Avenue zwischen Packard's Corner und Allston Street können Gerichte aus China, Korea, Japan, Afghanistan, Indien und Thailand neben der allgegenwärtigen amerikanischen und italienischen Küche probiert werden.

## Wirtschaft und Infrastruktur
An der Harvard Avenue gibt es aufgrund der Vielzahl an Studenten und des damit verbundenen regelmäßigen Einwohnerwechsels einige Möbelhäuser und Gebrauchtwarenläden.

### Verkehr
Die Gegend von der Brighton Avenue über die Commonwealth Avenue bis zum Kenmore Square war früher die „Automeile“ in Boston. Entlang der Strecke fanden sich Autohändler fast aller US-amerikanischen Marken direkt nebeneinander. Die Packard's Sales Stable and Riding School gab der Packard’s Corner ursprünglich ihren Namen, später jedoch wurde die Namensgebung durch ein dort angesiedeltes, sehr großes Packard-Autohaus übernommen. Heute befinden sich dort nur noch ein Toyota- und ein Vespa-Händler, aber die Gebäude entlang des östlichen Endes der Brighton Avenue spiegeln mit ihren großen Schaufenstern die Geschichte wider.
Der Massachusetts Turnpike, der als Erweiterung der vorhandenen Straßen gebaut wurde, eröffnete seine Strecke durch Allston 1964 und 1965. Die U-Straßenbahn-Linie Green Line B der MBTA führt entlang der Commonwealth Avenue durch den Stadtteil. Die ehemalige Green Line A führte entlang der Brighton Avenue, wurde jedoch durch die Busroute Nr. 57 ersetzt. Darüber hinaus bedienen unter anderem die Buslinien 64, 66, 70 und 86 den Stadtteil Allston. 43,88 % der Einwohner nutzen den Nahverkehr, verglichen mit 2 % im Durchschnitt der USA. Die CSX Transportation betreibt das große Frachtzentrum Beacon Park, das sich direkt neben dem Turnpike befindet.
Im Mai 2006 gab die Harvard-Universität bekannt, dass sie gerne eine Haltestelle für den öffentlichen Nah- und Fernverkehr in Allston eröffnen würde.

### Bildung

#### Colleges und Universitäten
Der Stadtteil liegt in der Nähe von zwei großen Universitäten. In Lower Allston befindet sich der größte Teil des Campus der Harvard University inkl. der Harvard Business School und des Harvard Stadiums. Die Hochschule besitzt ebenso eine Vielzahl weiterer Grundstücke in Lower Allston, auf denen sie zum größten Teil die Errichtung eines neuen akademischen Campus plant, insbesondere als Außenstelle der Harvard Medical School und weitere Programme der Gesundheitspflege.
Die Boston University befindet sich am östlichen Ende der Commonwealth Avenue. Darüber hinaus unterhält das Berklee College of Music ein Gebäude mit Übungs- und Probenräumen an der Fordham Road.

#### Öffentliche Schulen
Die öffentlichen Schulen in Allston sind Teil des Schuldistrikts der Boston Public Schools.
Die Gardner Pilot Academy bzw. Thomas Gardner School an der Athol Street betreut Kinder von unterhalb des Kindergartenalters bis zum 5th Grade bzw. ab Herbst 2012 bis zum 6th Grade. Im April 2008 gewann ein Lehrer der Schule den „Ultimate Science Classroom“ in einer jährlich von der National Science Teachers Association veranstalteten Lotterie. Die Schule erhielt dadurch Materialien für den Wissenschaftsunterricht im Wert von 40.000 US-Dollar.
Die Horace Mann School for the Deaf an der Armington Street ist die älteste öffentliche Schule für Hörbehinderte in den Vereinigten Staaten. Helen Keller war dort Schülerin, und Alexander Graham Bell wurde aufgrund seiner Arbeiten an der Schule zu Experimenten mit Apparaten inspiriert, die Kinder helfen sollten, besser zu hören. Diese Experimente führten schließlich zur Entwicklung des Telefons. An der Schule werden Kinder von unterhalb des Kindergartenalters bis zum 12th Grade unterrichtet.
Die Jackson Mann School, ebenfalls an der Armington Street gelegen, unterrichtet Kinder vom Kindergarten bis zum 8th Grade.

## Persönlichkeiten

### Söhne und Töchter der Stadt
- Michael Bloomberg – Bürgermeister von New York City. Lebte als Kind in der 100 Brainerd Road
- Evan Dando – Sänger und Gitarrist der Band The Lemonheads

### Persönlichkeiten, die vor Ort gewirkt haben
- Aerosmith – Die Rockband schrieb ihren ersten Song unter der Adresse 1325 Commonwealth Ave., Apt 41
- Big D and the Kids Table – Band
- Janeane Garofalo – Schauspielerin
- Jared Leto – Schauspieler, Musiker

## Sonstiges
- Im Jahr 2003 gab es in Allston ebenso wie im benachbarten Brighton eine Massenvermehrung von Bettwanzen in hunderten von Apartments. Die Ursache lag in der Tatsache, dass insbesondere die jungen Einwohner gebrauchte Matratzen von Vormietern kauften oder zurückgelassene Matratzen einfach weiternutzten. Als Reaktion bot die Stadt den Betroffenen 200 US-Dollar für den Kauf einer neuen Matratze sowie Bettwanzen-Entfernungs-Workshops durch die Boston Inspectional Services Housing Division an.
- 2005 wählte die New England Foundation for the Arts ein Grundstück in Allston für ihr Art & Community Landscapes-Programm aus.[16] Das Künstlerteam Legge Lewis Legge[17] wurde damit beauftragt, das Grundstück passend zu entwerfen. Es ist heute als der Lincoln Street Green Strip bekannt.[18]